# MP-412
MP-412 Rex — револьвер российского производства под патроны .357 Smith & Wesson Magnum (9×33 мм) и .38 Smith & Wesson Special (9,1×29 мм). Разработанный на Ижевском механическом заводе в конце 1990-х. Предназначался для экспорта (REX – Revolver for Export), однако в массовое производство так и не пошёл. МР-412 является первым револьвером российского производства с раскрывающейся рамкой после револьвера Смит—Вессон «русская модель», состоявшего на вооружении русской армии, флота и полиции до его замены на револьвер Наган.

## Отражение в массовой культуре
Револьвер MP-412 присутствует в компьютерных играх:
- Battlefield: Bad Company — анимация перезарядки не показывает автоматику эжектора
- Battlefield: Bad Company 2 — анимация перезарядки не показывает автоматику эжектора
- Battlefield Play4Free — в двух тонах со стволом длинной 6 дюймов
- Battlefield 3 — анимация перезарядки показывает автоматику эжектора
- Battlefield 4 — возможна установка различных аксессуаров
- Battlefield 2042 — анимация перезарядки показывает автоматику эжектора
- Call of Duty: Modern Warfare 3 — анимация перезарядки не показывает автоматику эжектора
- Counter-Strike Online — название Skull-1, окрашен золотым цветом и заряжен вымышленным патроном калибра .50 Anti-Zombie
- Ghost Recon Future Soldier — возможна установка различных аксессуаров

- Watch Dogs — можно купить в оружейном магазине

- STALCRAFT — Получается из особого кейса, можно выкупить у игроков за игровую валюту